# Saitō Musashibō Benkei
Saitō Musashibō Benkei (Japans: 武蔵坊弁慶) (1155 - 1189) was een strijdende monnik die Minamoto no Yoshitsune bijstond in de Genpei-oorlogen. Voordat hij Yoshitsune tegenkwam, zou hij 's nachts op de Gojō-brug in Kioto tegen talloze samoerai hebben gevochten. Pas zijn duizendste gevecht, tegen Yoshitsune, zou hij hebben verloren. Daarna voegde Benkei zich bij Yoshitsune en streed tot de dood voor diens eer.
Hoewel hij voornamelijk wordt gezien als een personage uit een legende, is er toch een klein aantal bronnen die op zijn bestaan wijzen.

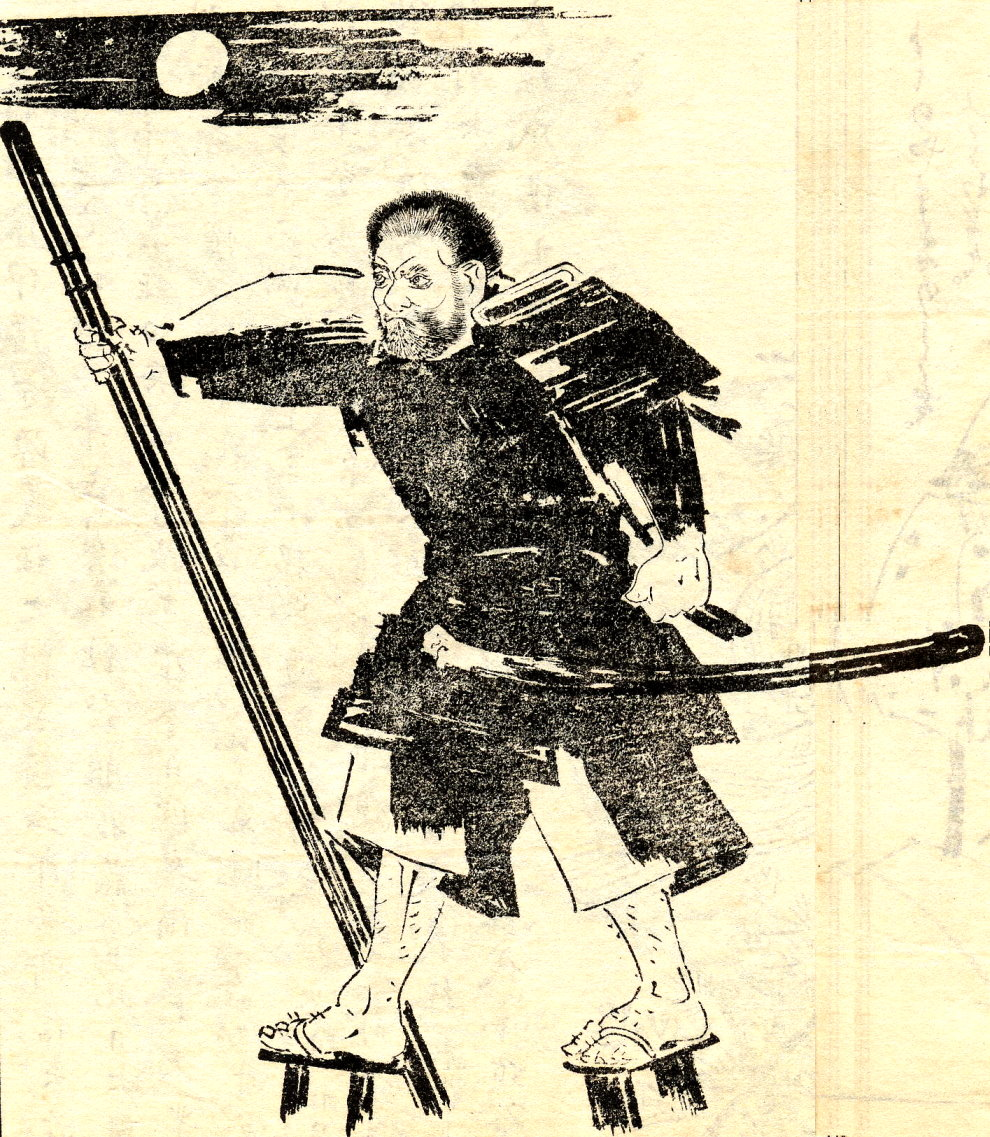

## Leven van Benkei

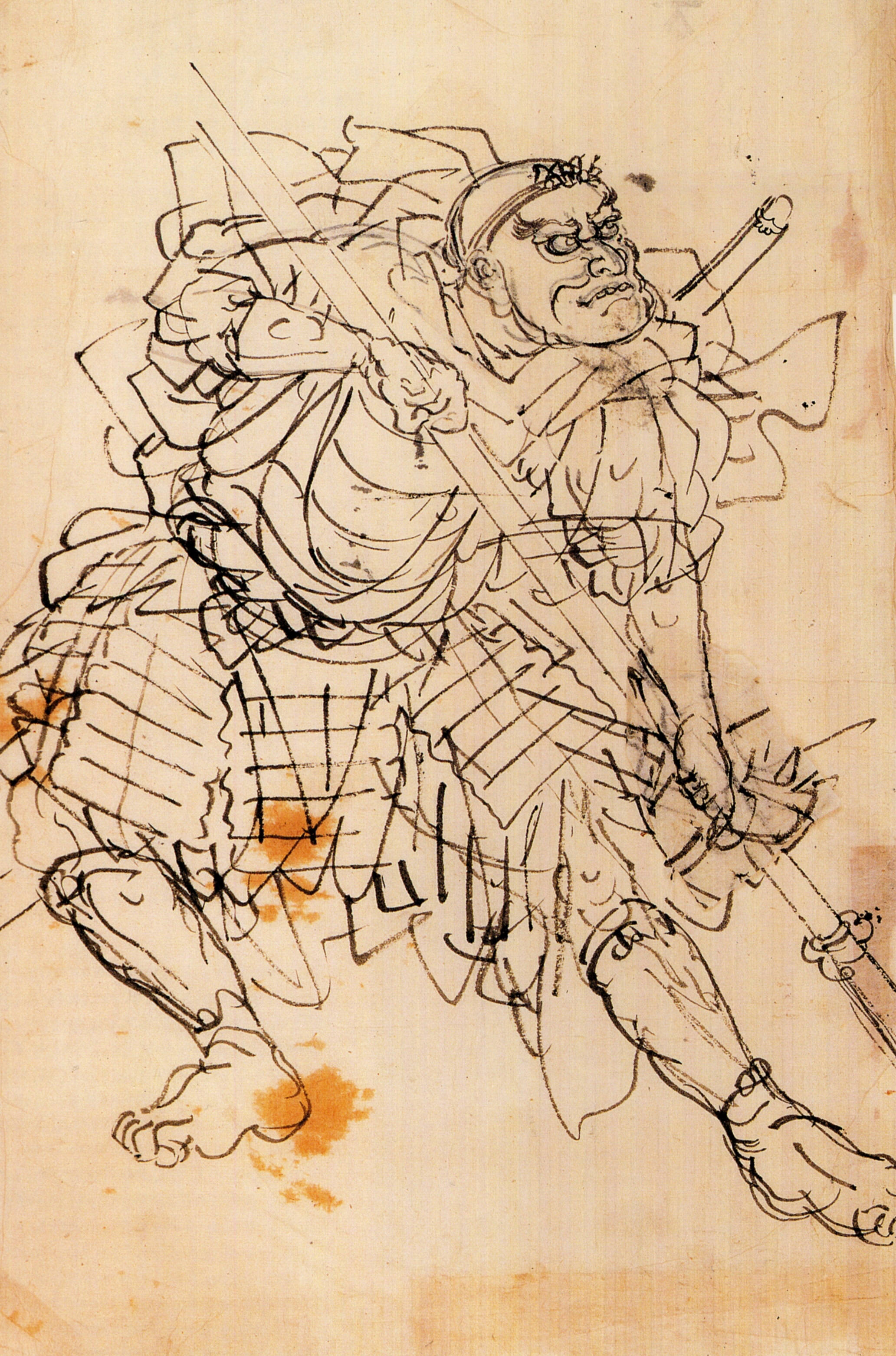

Musashibō Benkei leefde tijdens de Genpei-oorlogen. Hij zou reeds op 17-jarige leeftijd meer dan twee meter lang zijn geweest, en stond bekend als iemand met de kracht om iemands schedel te breken met één hand. Ook zijn uiterlijk, dat werd beschreven als dat van een boeman, zorgde ervoor dat velen uit angst vluchtten wanneer ze hem zagen.
Ondanks zijn reputatie was Benkei vredelievend. Als jongeman voegde hij zich bij een klooster, maar dat bleek niet uitdagend genoeg en hij werd uit het klooster verbannen vanwege zijn wilde gedrag. Hij bouwde dan zijn eigen eenmansklooster voor de Boeddha, net voorbij de Gojō-brug in het centrum van Kioto, en vestigde zich op de brug als beschermer van de tempel.

### Benkei op de brug
Benkei stond iedere nacht klaar om aanvallende samoerai tegen te houden. 999 samoerai verloren hun gevecht. Hun zwaarden en pantser werden door Benkei bewaard. Bij zijn duizendste gevecht echter verloor Benkei in een nogal uitbundige strijd tegen Minamoto no Yoshitsune. Benkei was zwaar onder de indruk en stelde zich zijn hele leven ten dienste als volgeling van Yoshitsune.
Toen deze door zijn broer Yoritomo tot verrader werd bestempeld dook hij onder. Zijn schuilplaats werd echter ontdekt en Yoritomo stuurde een leger om zijn broer te vermoorden. Nadat al diens trouwe volgelingen – op Benkei na – verslagen waren, besloot Yoshitsune dat seppuku de enige correcte manier was om de strijd te beslechten. Hij gaf Benkei het bevel het kasteel te beschermen tot hij zijn rituele zelfmoord voltooid had. Benkei ging daarop een woest gevecht aan met zijn aanvallers, die niet met man-tegen-mangevechten voorbij hem raakten en Benkei daarom met pijlen begonnen te beschieten. Benkei overleed aan de pijlenregen, maar bleef rechtop staan alsof het hem niet deerde en zo duurde het nog een tijdje eer de aanvallers beseften dat ze hem konden passeren. Toen de aanvallers uiteindelijk in de kamer van Yoshitsune arriveerden, had deze de eervolle seppuku-ceremonie al lang volbracht.

## Benkei in de legendes

### Benkei en de Tengu
Benkei zou volgens de legende het kind zijn van een dochter van een bushi-familie en een Tengu. Als kind zou Benkei te wild zijn geweest en daarom zou zijn moeder hem op negenjarige leeftijd achtergelaten hebben op een eiland. Daar kwam hij Tengu tegen die hem de strijdkunst zouden geleerd hebben. Benkei wilde echter van dit eiland af en maakte tussen het eiland en het vasteland een pad uit kiezelsteentjes, door steentje voor steentje uit zijn mouw te laten vallen.

### Benkei en de klok

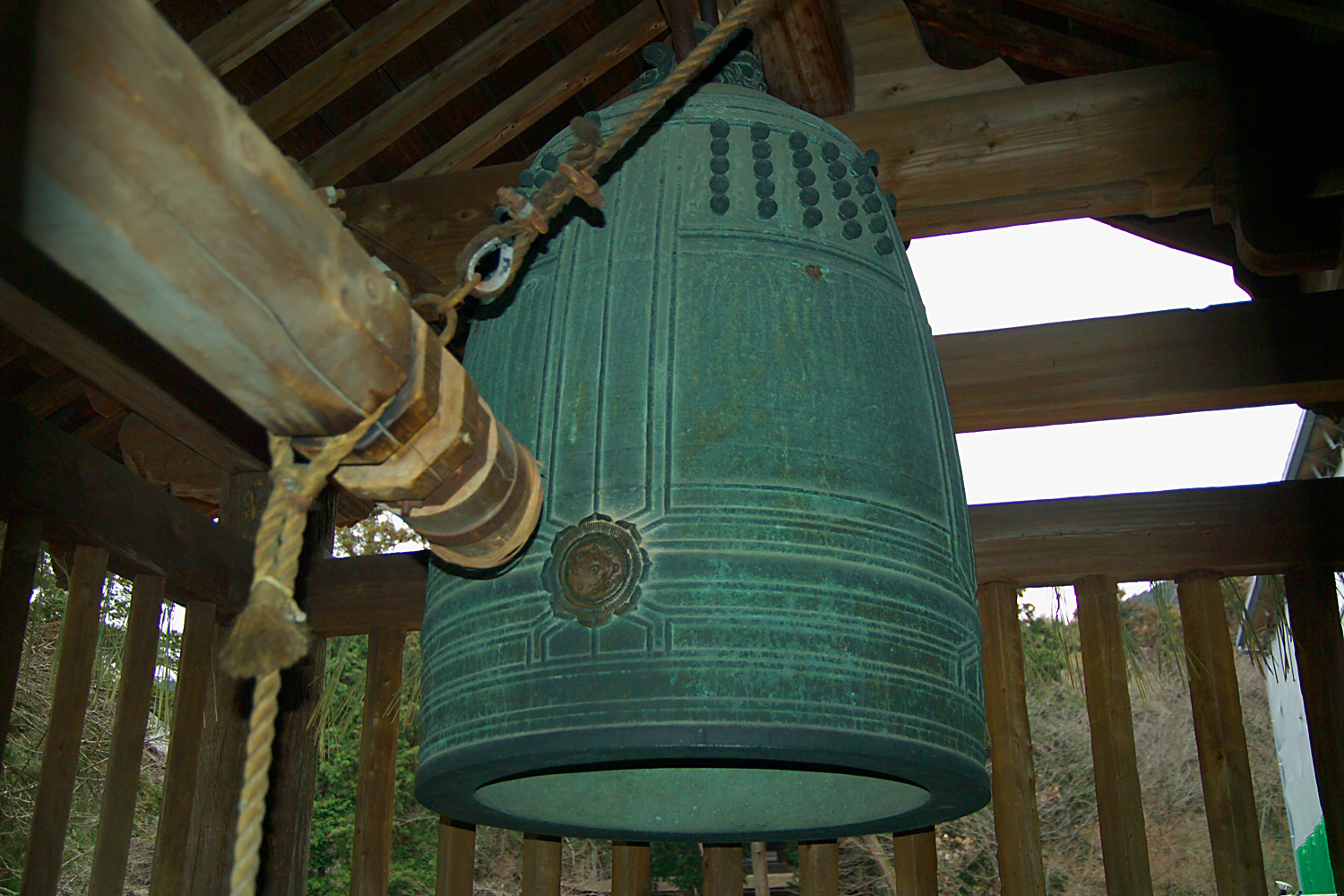
De Bansho-klok in het klooster van Mii-dera

Benkei zou het plan hebben gehad om de Bansho-klok uit het klooster van Mii-dera te stelen. Toen hij daar was nam hij de klok van de draagbalk en wilde deze de berg op rollen, maar bedacht zich vanwege het lawaai dat dit zou maken. Hij nam een balk, hing de klok met haar haak daar over, en hees de balk over zijn schouder, zodat het leek alsof hij een Japanse lantaarn droeg. Toen hij de berg opgewandeld was, vroeg hij de monniken om eten en at de inhoud van een reuzenketel met een diameter van vijf voet. Vervolgens gaf hij een groot aantal monniken verlof en hing hij de klok op. Bij elke klokslag zou zij echter geluid hebben: "eeno eeno", wat 'ik wil terugkeren' betekent in het Kansai-dialect. Benkei kon niet tegen het gejammer van de klok en trachtte haar op verscheidene manieren te luiden zodat ze normaal zou slaan, maar de klok bleef bij elke klokslag jammeren, tot Benkei haar van de berg rolde waarna ze in een dal bij het Mii-dera klooster bleef liggen. De klok werd gevonden, weer op zijn oude plaats gehangen en niemand hoorde haar ooit nog jammeren.

### Benkei en Yoshitsune
De vijftienjarige Yoshitsune hoorde dat zich op de Gojō-brug een wrede monnik met de naam Benkei gevestigd had, die de zwaarden en wapenrusting nam van strijders die daar wilden passeren. Yoshitsune besloot de krijgskunst van de Tengu te gebruiken en Benkei, die een plaag voor de gewone man was geworden, te doden. Hij ging naar de brug terwijl hij fluit speelde. Benkei kwam langs en zag hem, maar dacht dat er geen vuiltje aan de lucht was. Hij zag Yoshitsune als fluitist en iemand die waarschijnlijk een goed gedicht kon maken en opzeggen. Zijn onverschilligheid maakte Yoshitsune boos, waarop hij het wapen uit Benkei's handen sloeg. Benkei nam zijn zwaard weer op en vocht terug, raakte de lucht, de grond, maar nooit zijn tegenstander. Toen Benkei door de uitputting zijn wapen kwijt raakte en zich bukte om het op te rapen, spong Yoshitsune op zijn rug en sloeg een overwinningskreet. Stomverbaasd over deze overwinning en horende dat hij een Minamoto was, vroeg Benkei om Yoshitsune voor eeuwig te mogen dienen. Benkei en Yoshitsune werden sindsdien in de legende als boezemvrienden aanzien en er was geen mooiere of meer aanbeden vriendschap dan die van deze twee.

## Benkei in de huidige tijd
Benkei is vandaag de dag nog steeds een geliefd personage in Japan. Zijn goede karakter en vele verwezenlijkingen spreken tot de verbeelding van vele Japanners. Dit maakt dat hij nog vaak terug te vinden is in diverse media zoals manga, theaterstukken, nō-theater, kabuki-theater, anime, ukiyo-e, enzovoorts.